# Вулсбител
Вулсбител (њем. Wulsbüttel) општина је у њемачкој савезној држави Доња Саксонија. Једно је од 57 општинских средишта округа Куксхафен. Према процјени из 2010. у општини је живјело 1.925 становника. Посједује регионалну шифру (AGS) 3352058.

## Географски и демографски подаци
Вулсбител се налази у савезној држави Доња Саксонија у округу Куксхафен. Општина се налази на надморској висини од 22 метра. Површина општине износи 38,2 km². У самом мјесту је, према процјени из 2010. године, живјело 1.925 становника. Просјечна густина становништва износи 50 становника/km².